# Нові Стрілиська (гміна)
Ґміна Нові Стрілиська (пол. Gmina Strzeliska Nowe) — колишня (1934—1939 рр.) сільська ґміна Бібрського повіту Львівського воєводства Польської республіки (1918—1939) рр. Центром ґміни було село Нові Стрілиська.

1 серпня 1934 р. було створено ґміну Нові Стрілиська в Бібрському повіті. До неї увійшли сільські громади: Баковце, Бертешув, Дуліби, Грусятиче, Калінувка, Кнєсьоло, Лещин, Оришковце, Репехув, Стреліска Нове, Стреліска Старе, Трибуховце, Жабокрукі.

За рішенням Президії Верховної Ради УРСР 17 січня 1940 р. ґміна ліквідована, а її територія включена до новоутвореного Новострілищанського району.